# Thompsonirhinus leucoscutellatus
Thompsonirhinus leucoscutellatus is een keversoort uit de familie Rhynchitidae. De wetenschappelijke naam van de soort is voor het eerst geldig gepubliceerd in 1932 door Voss.